# تويوتا كامري اكس في 40
تويوتا كامري اكس في 40 (بالإنجليزية: Toyota Camry)‏ هي سيارة من صناعة تويوتا أنتجت في 2006 وتوقف إنتاجها في 2011.